# بلریو ۱۱۰
بلریو ۱۱۰ (به انگلیسی: Blériot_110) یک هواگرد ملخ‌پیشین تک‌موتوره از نوع شناسایی دوربرد ساخت شرکت Blériot Aéronautique است. هواگرد بلریو ۱۱۰ نخستین پروازش را در ۱۶ مه ۱۹۳۰ میلادی انجام داد. در مجموع، تعداد ۱ فروند از این هواگرد ساخته شده‌است.
طراح این هواگرد، Filippo Zappata بود.